# Линде, Гуннель
Гуннель Линде, урождённая аф Гейерстам (швед. Gunnel Linde; 14 октября 1924, Стокгольм — 12 июня 2014) — шведская писательница, автор детских книг.

## Биография и творчество
Гуннель аф Гейерстам родилась в 1924 году в Стокгольме. Её родителями были Гуннар аф Гейерстам и Лив Нордстрём. Она была единственным ребёнком в семье. Её отец умер, когда Гуннель была совсем маленькой, и девочка жила с матерью. Её дедушкой по отцовской линии был писатель Карл аф Гейерстам, а отчимом стал художник Свен Кройгер.
Гуннель училась в Школе рекламы Андерса Бекмана и в стокгольмской Школе искусств и ремёсел (Konstfack). Позднее она продолжила образование в Стокгольмской художественной школе и в Ноннигтонском колледже в Англии. После нескольких лет работы журналисткой и иллюстратором для региональной прессы в 1947 году она начала работать на Шведском радио. Гуннель Линде также работала на телевидении, а в 1949 году вышла замуж за телепродюсера Эйнара Линде, в браке с которым у неё родилось трое детей.
Первая книга Линде, «Osynliga klubben och hönshusbåten», вышла в 1958 году. На протяжении сорока лет писательница писала для детей и о детях, создавая полные юмора и фантазии книги. В 1967 году её книга «Den vita stenen» («Белый камушек») была отмечена Премией Нильса Хольгерссона (Nils Holgersson-plaketten), а в 1973 году по ней был снят телесериал. В 1978 году писательница получила Премию Астрид Линдгрен. Помимо детских книг, Гуннель Линде также писала для юношества. Её трилогия 1993 года — «När mormor var mamma», «När mamma var mamma» и «När jag var mamma» — повествует о трёх поколениях женщин и основана на истории её собственной семьи.
Гуннель Линде много делала для защиты прав детей и в 1971 году основала, вместе с журналисткой Берит Хедебю, организацию BRIS (Barnens rätt i samhället, «Права детей в обществе»). С 1977 по 1984 год она также была членом Международного общества по предупреждению жестокого обращения с детьми (The International Society for the Prevention of Child Abuse and Neglect).
Гуннель Линде умерла в 2014 году.